# Go'kväll
Go'kväll är ett TV-program som hade premiär 1997 och sänds tisdagar–fredagar i SVT1. Programledare är bland andra Inger Ljung Olsson och Beppe Starbrink. Programmet har cirka 800 000 tittare. I maj 2025 meddelades att programmet från och med årsskiftet 2025/26 ersätts med ett nytt program.
Go'kväll innehåller bland annat reportage, intervjuer, artistframträdanden och matlagning. Ett populärt inslag i programmet är "Gör om mig", där en person får professionell hjälp till att hitta en ny stil. Träningstips ges av Sofia Åhman. Go'kvälls kockar heter Maud Onnermark, Johanna Westman, Susanne Jonsson, Gustaf Mabrouk och Maximillian Lundin. Kockar och konditorer som tidigare har medverkat regelbundet är bland andra Roy Fares, Anna Björlin, Fredric Andersson och Tareq Taylor.
Ett annat populärt inslag i programmet är bokrecensionerna från programmets bokpanel, som består av Monica Lindgren, Johanna Lundin, Titti Schultz och Johan Malm. Tidigare panelmedlemmar som medverkat är bland annat Agneta Norrgård, Göran Everdahl och Ingalill Mosander.
Det första programmet sändes den 30 september 1997. Programmet har sänts omväxlande från Norrköping, Sundsvall och Umeå fram till hösten 2007, sedan dess görs alla program från SVT Umeå. Tidigare sändes Go'kväll i SVT2 klockan 18.15–19.00 från tisdag till fredag. Från och med september 2008 flyttades programmet över till SVT1. Där sändes det till en början under samma sändningstid tisdag–lördag, men bytte sedan plats med Kulturnyheterna och de regionala nyheterna och fick sändningstiden 18.45–19.30 från tisdag till fredag och klockan 18.15–19.00 på lördagar. Sedan 2018 har lördagsprogrammet utgått och ersatts av Vem vet mest?. Go'kväll ersatte det populära Café Norrköping. I maj 2025 meddelades att programmet från och med årsskiftet 2025/26 ersätts med ett nytt program.
Under 2006 hade multimusikanten Tina Ahlin en musikhörna i programmet tillsammans med folkkära gäster som Lill-Babs, Maria Lundqvist, Hans Alfredson och Loa Falkman. "Hundskolan" har varit ett annat återkommande inslag där tittarna får hjälp och råd till att dressera och kommunicera med sina hundar.
Programledare genom åren har bland andra varit Ragnar Dahlberg, Suzanne Axell, Katia Elliott, Anja Kontor, Joachim Vogel, Emma Hamberg, Pekka Heino och Ebba von Sydow.
Signaturmelodi har under senare år varit "After Party" med Ozomatli. Dessförinnan användes "Cosmic Echoes" med Marc de Clive-Lowe.